# Bernardo Cuesta
Bernardo Nicolás Cuesta Veratrini (Álvarez, 20 dicembre 1988) è un calciatore argentino, attaccante del Melgar.

## Palmarès

### Club
- Campionato peruviano: 1

Melgar: 2015
- Copa Colombia: 1

Atlético Junior: 2017

### Individuale
- Capocannoniere del campionato peruviano: 1

2019 (27 reti)
- Capocannoniere della Coppa Sudamericana: 1

2022 (8 reti)